# Tour du Treuil
La tour du Treuil qui est l'ancien donjon du château Ferrier, sont les vestiges d'un ancien château fort du XIIIe siècle qui se dresse sur la commune d'Allevard dans le département de l'Isère en région Auvergne-Rhône-Alpes.

## Situation
La Tour du Treuil et les vestiges du château Ferrier sont situés dans le département français de l'Isère sur la commune d'Allevard, à 1 kilomètre au nord ouest du bourg, sur la montagne de Brame-Farine, sur la rive gauche du Bréda.

## Histoire

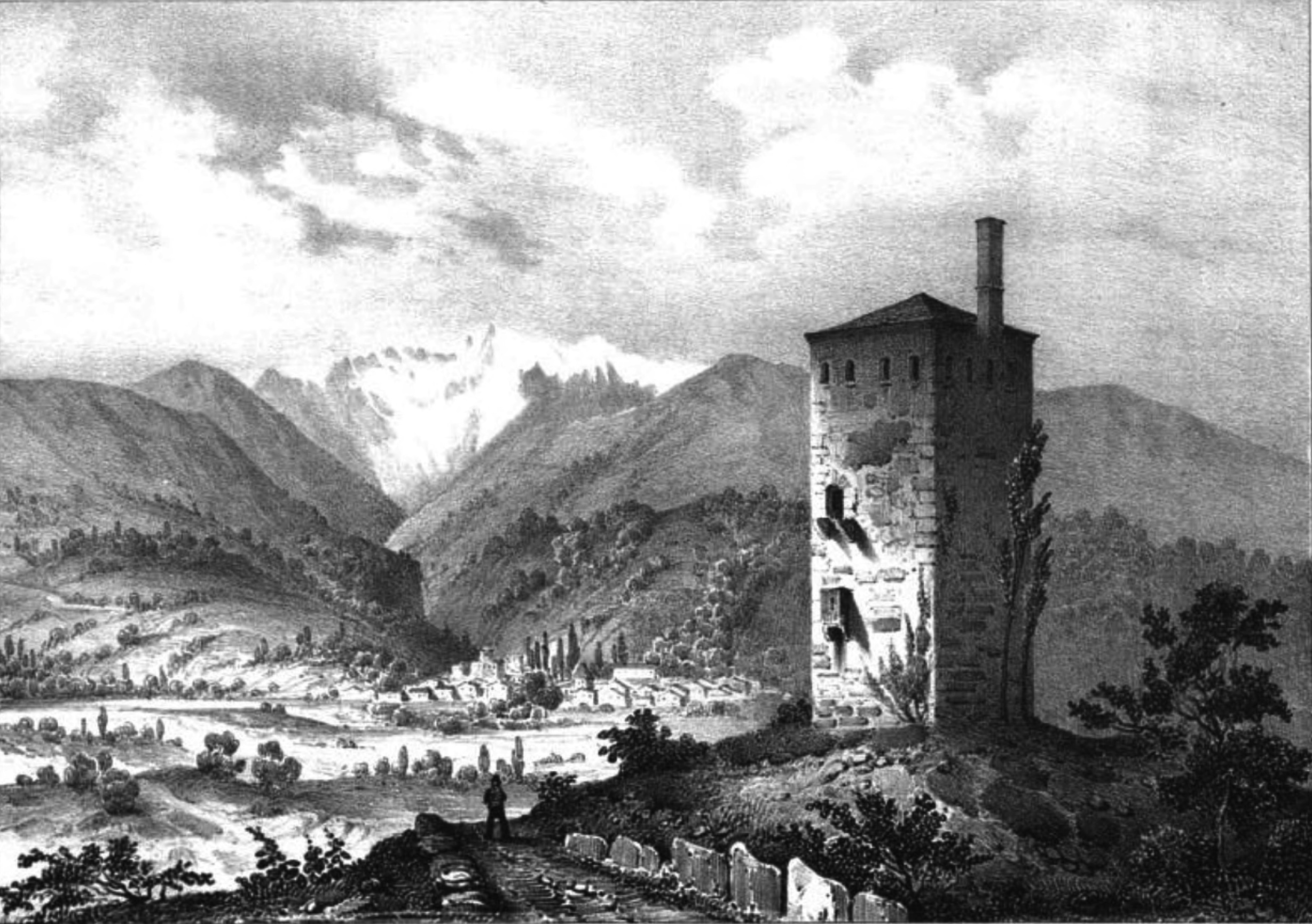
Lithographie de la Tour du Treuil au XIXe siècle par Victor Cassien (1808 - 1893).

En 1282, un acte de partage entre Félix et Marc de Crouy se termine par « actum in turre Trollii ». La tour relève en fief du château de la Bâtie d'Arvillard. Elle est possession de la famille de Crouy-Chanel,.
Jean II de Viennois, en 1316, l'inféode pour moitié à « noble Pierre Barral » d'Allevard contre la somme de 800 livres et d'un cens annuel de 5 sols.

## Description
La tour, ancien donjon, de forme quadrangulaire est haute de 25 m et à 12,50 m de côté et des murs épais à la base de 2 m. À l'origine seul l'étage supérieur était pourvu de fenêtres. On accédait aux différents niveaux par un escalier situé dans l'épaisseur des murs, éclairé par des meurtrières. On y voit encore des corbeaux, restes des latrines en encorbellement.
Une étude dendrochronologique de 1994, a permis de dater l'abattage des bois constituant les charpentes et les plafonds de l'année 1375.